# 特拉克斯頓 (亞利桑那州)
特拉克斯頓（英語：Truxton）是位於美國亞利桑那州莫哈維縣的一個人口普查指定地區。根據2010年美國人口普查，該地人口為134人，而該地的面積約為9.90平方千米。

## 地理
特拉克斯頓的座標為35°29′26″N 113°33′44″W / 35.49056°N 113.56222°W，而該地最高點為海拔高度1326米（即4347英尺）。